# Lev Bukovský
Lev Bukovský (ur. 9 września 1939 w Podkriváni, zm. 30 listopada 2021) – słowacki matematyk specjalizujący się w teorii mnogości; były rektor Uniwersytetu Pavla Jozefa Šafárika w Koszycach; profesor od roku 1984.
Znany jest głównie z twierdzenia arytmetyki liczb kardynalnych nazwanego od jego nazwiska – twierdzeniem Bukovskiego.

## Nagrody
- W 1999 roku otrzymał Krištáľové krídlo[2].